# Rotalioidea
Rotalioidea, tradicionalmente denominada Rotaliacea, es una superfamilia de foraminíferos del suborden Rotaliina y del orden Rotaliida. Su rango cronoestratigráfico abarca desde el Coniaciense (Cretácico superior) hasta la Actualidad.

## Clasificación
Rotalioidea incluye a las siguientes familias y subfamilias:
- Familia Pseudorbitoididae
- Familia Rotaliidae
- Familia Chapmaninidae
- Familia Calcarinidae
- Familia Elphidiidae
- Familia Miogypsinidae
- Familia Notorotaliidae